# Хуапхан
Хуапхан (лаос. ຫົວພັນ) — провинция (кхвенг) на востоке Лаоса. Провинция граничит с вьетнамскими провинциями Шонла, Тханьхоа и Нгеан и лаосскими Луангпхабанг и Сиангкхуанг. Здесь находятся пещеры Вьенгсай, использовавшиеся в качестве базы организацией Патет Лао.

## История
С XIV века на этой территории размещалось королевство Бон Ман. С 1478 года эта территория вошла в состав Вьетнама. После образования Французского Индокитая колонизаторы передали эту территорию «Автономному протекторату Лаос».
После образования Республики Лаос на этой территории было организовано значительное количество лагерей самана, в которых, в частности, содержались и высшие чиновники бывшего правительства, а также последний король Лаоса Саванг Ваттана.
- В 1949 году в провинции была создана Народная армия Лаоса, а в 1953-м территория провинции была полностью освобождена и по Женевским соглашениям 1954 г. наряду с провинцией Пхонгсали стала местом сосредоточения вооруженных сил Патет Лао. В 1955-м здесь была создана Народно-революционная Партия Лаоса.В местечке Вьенгсай были расположены гроты, где размещались ЦК НРПЛ, ЦК ПФЛ, руководство Фронта, располагались типография, госпиталь, зал для митингов, гостиница и различные службы сопротивления. Американцы сбросили сюда огромное количество бомб, но гроты до сих пор в хорошем состоянии.//Лаосская Народно-Демократическая Республика: справочник. (Москва, «Политиздат», 1985).

## Административное деление
Провинция разделена на следующие районы:
1. Хуамеуанг (7-05)
2. Муангет (7-08)
3. Сопбао (7-07)
4. Вьенгтхонг (7-03)
5. Вьенгсай (7-04)
6. Самныа (7-01)
7. Самтай (7-06)
8. Сьенгкхор (7-02)

## Палеоантропология
Череп человека современного типа, обнаруженный в 2009 году в известняковой пещере Там Па Линг (Пещера обезьян) на вершине горы Па Ханг, датируется возрастом ок. 46 тысяч лет назад.